# Planet Ocean (2012)
Planet Ocean ist ein Dokumentarfilm des französischen Fotografen und Journalisten Yann Arthus-Bertrand, der seine Welturaufführung aus Anlass der Konferenz der Vereinten Nationen über nachhaltige Entwicklung am 19. Juni 2012 in Rio de Janeiro erlebte.
Planet Ocean kontrastiert ästhetische Bildsequenzen, überwiegend, wenn auch nicht ausschließlich, mit Hilfe der von Bertrand gewohnten Luftbildfotografie mit nüchternen, teils alarmierenden Informationen zum Thema des Films, dem Zustand der Ozeane der Welt.
Der Film erschien noch 2012 auf DVD und 2013 als Blu-ray Disc. Er wurde im Rahmen des Tages der Umwelt 2014 im Internet für jeden frei zugänglich freigeschaltet.